# Língua bade
Bade (também Bede, Bedde ou Bode) é uma língua Chádica falada pelo povo Bade nos estados Yobe e Jigawa, Nigéria. O governante tradicional deles é o Emir de Bade . De modo semelhante a muitas outras línguas da África Ocidental, o Bade é uma língua vulnerável e com grande risco de extinção.  Com 250 mil falantes,  a língua e a cultura do povo Bade vêm sofrendo muito nos últimos anos. À medida que a língua continua a desaparecer, a cultura e os valor históricoes associados à língua perecem também. Os falantes desse dialeto local está mudando de Bade para hauçá. Em toda a África Ocidental, o impacto nas comunidades locais pela da perda das línguas indígenas vem sendo significativo. A ameaça da língua Bade ser extinta representa uma diversidade mundial que está em risco. Uma grande maioria dass línguas africanas recebe pouca atenção por parte dos linguístas, o que impacta essas língua.

## História
Bade é uma língua atualmente falada na Nigéria. Embora as informações históricas sobre o idioma Bade tenham escopo limitado, muitas palavras no idioma Bade tiveram raízes no idioma Canúri. Essa língua canúri é falado principalmente na África Ocidental, incluindo: Nigéria e Chade. Bade e Ngizim emprestaram várias palavras da língua Canúri. A própria língua Bade se originou no Badr do Iêmen e o profeta Maomé supostamente expulsou o povo Bade após um fracasso nas orações orar. Atualmente, como um dos muitos idiomas ameaçados da Nigéria, o bade é usado como um dialeto local. Em geral, as línguas nigerianas marcam a riqueza da diversidade linguística existente no país. Ao longo dos anos, a colonização europeia também desempenhou um papel na deterioração das línguas locais.

### Dialetos
Existem três dialetos do idioma Bade que coincidem com áreas geográficas, incluindo o seguinte: 
- Gashua Bade (Mazgarwa)
- Bade do Sul (Bade-Kado)
- Bade Ocidental (Amshi, Maagwaram, Shirawa)

## Fonologia
A maioria das línguas do oeste do Chade tem inventários de consoantes semelhantes, separado em oito grupos principais: laringo-labial, laringo, velar, labial, velar, lateral, álveo-palatal, alveolar e labial.. Nas línguas Bade / Ngizim, a glotal oclusiva não tem nenhum papel, mas o hiato da vogal depende de elisão]] e coalescência. Os sons também apresentam algo comoum "bocejo" e mudam de fricativo para oclusiva.

## Gramática
A gramática do Bade é consistente com o do Ngizim.

### Morfologia
As línguas Bade / Ngizim diferem ligeiramente de outras línguas chádicas. Bade e Ngizim têm vogais longas em sílabas fechadas. As vogais médias têm uso restrito em comparação com outras vogais. Essas aparecem em palavras de empréstimo de outros idiomas.  O idioma preserva ditongos em palavras nativas e de empréstimo.

## Vocabulário
A língua Bade tem uma raiz forte na língua Canúri. Existem muitas palavras emprestadas do Canúri para os idiomas do do Chade Ocidental, incluindo Bade. O Bade é geralmente agrupado com o Ngizim. Como exemplo, a palavra 'saudável' é 'nga' na língua Canúri e 'ngā' e na língua Ngizim. Mais recente, o hauçá tem influenciado o bade.

## Escrita
O Bade usa uma escrita com base no alfabeto latino com 30 símbolos/letras. .